# Paraheliophanus sanctaehelenae
Paraheliophanus sanctaehelenae là một loài nhện trong họ Salticidae.
Loài này thuộc chi Paraheliophanus. Paraheliophanus sanctaehelenae được Clark & Pierre L miêu tả năm 1977. G. Benoit.